# Le Semeur Hebdo
 (mai 2016).
Si vous disposez d'ouvrages ou d'articles de référence ou si vous connaissez des sites web de qualité traitant du thème abordé ici, merci de compléter l'article en donnant les références utiles à sa vérifiabilité et en les liant à la section « Notes et références ».
Le Semeur Hebdo est un hebdomadaire d'informations générales, régionales et locales du Puy-de-Dôme. Il existe sous ce nom depuis 1944 et diffuse un peu moins de 7 000 exemplaires.
Il est habilité à publier les annonces judiciaires et légales.
Son siège se trouve à proximité de Clermont-Ferrand, à Aubière, 4 allée du Groupe Nicolas Bourbaki.
Le Semeur Hebdo est adhérent du Syndicat de la presse hebdomadaire générale et de l'Alliance de la presse d'information générale.

## Histoire
La Croix d'Auvergne, créée en 1891, devient Le Semeur Hebdo en septembre 1944. Dans son premier numéro, le journal écrit : « La route est ouverte. Travaillons ferme et ayons confiance ! »
De 1944 à 1977, l'hebdomadaire est dirigé par le chanoine Michel Payrard, qui était auparavant directeur de La Croix d'Auvergne.  
En 1975, Williams Captier rejoint l'équipe comme administrateur général en succédant à Jean Mezeix.  
En 1977, au départ du chanoine Payrard, il cumule les fonctions de direction avec la rédaction en chef de l'hebdomadaire.  
Devenu actionnaire unique, il développe le titre en étoffant la rédaction et en créant un atelier de fabrication intégré en 1981. 
Le 1er octobre 2014, Wiliams Captier prend sa retraite et cède le titre au Groupe PMSO (Presse et Médias du Sud-Ouest), éditeur de presse catholique en Aquitaine, Limousin, Pays de Loire et région Centre, alors présidé par Bernard Cattanéo.
En 2017, Vincent David, nouveau président-directeur général de PMSO, devient directeur de la publication du Semeur Hebdo,  tandis que Cyril Greghi, rédacteur en chef depuis 2014, est nommé éditeur délégué (directeur de la rédaction).

## Principe
Le journal paraît tous vendredis. Il diffuse un peu moins de 7 000 exemplaires, en majeure partie par abonnement (environ 85 %). 
Le Semeur Hebdo reste attaché à ses origines catholiques, mais a développé sa ligne rédactionnelle sous l'impulsion de Cyril Greghi, que seconde Patrick Ragon, rédacteur en chef adjoint. Celui-ci anime le réseau de 240 correspondants locaux de presse bénévoles qui assurent le maillage complet du territoire et couvrent l'ensemble de l'actualité départementale (institutionnelle, politique, associative, sportive, etc.).
L'actualité de l'agglomération clermontoise est largement couverte dans les pages "Métropole", tandis que les pages départementales sont désormais thématisées : politique, santé, économie, culture, sport, etc. (depuis la nouvelle maquette de septembre 2022). Les pages locales, toujours présentées dans l'ordre administratif des arrondissements de Clermont, Riom, Issoire, Thiers et Ambert ont de nouvelles têtières, déclinées par "Pays" (Pays de Limagne, Pays de Sancy...). Il propose toujours une page Cinéma, Télévision (avec sa sélection illustrée et commentée), Détente avec des jeux, une bande dessinée, une rubrique philatélie, des recettes de cuisine, la météo…
Le Semeur Hebdo propose un regard original et donne du sens à toutes ses rubriques et des dossiers sur les grandes questions de société ou sur l'actualité locale enrichissent souvent ses pages.
Plusieurs fois dans l'année, il édite des suppléments thématiques (Thermalisme, Enseignement/Formation, Immo/Habitat, Le Puy-de-Dôme de villages en villages…) diffusés gratuitement avec l'édition de la semaine de parution et en plusieurs milliers d'exemplaires dans différents commerces sélectionnés (restaurants, salles de spectacles…).
Mais la principale force du titre reste son important réseau de correspondants, quadrillant environ 250 communes du Puy-de-Dôme, qui communiquent les nouvelles des « pays » tels que conseils municipaux, vie associative ou vie des gens « ordinaires » (naissances, mariages, décès), justifiant le sous-titre du journal : « L'hebdomadaire qui parle de vous », qu'il affichait sur sa Une jusqu'en octobre 2019.

## Évolution
Le Semeur hebdo emploie 8 salariés et son chiffre d'affaires avoisine 1 million d'euros.
Une nouvelle formule adoptée en janvier 2008 a permis de publier toutes les pages en couleurs.

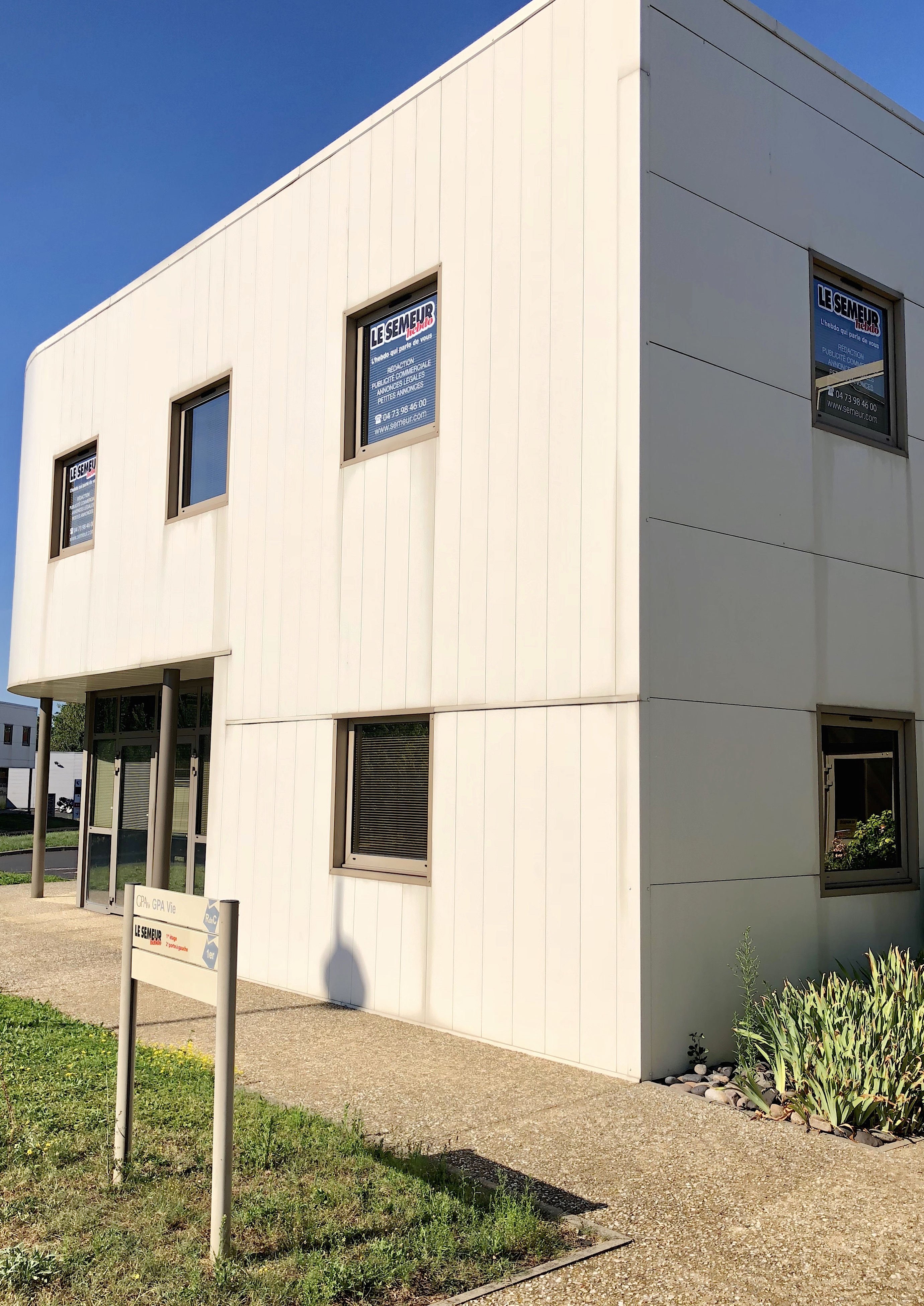
Siège du journal se trouvant à Aubière depuis 2018.

L'acquisition par PMSO en octobre 2014 a amené l'utilisation d'un nouveau logiciel de traitement des articles (Melody) et le journal est finalisé sous In Design avant d'être imprimé sur les rotatives de l'imprimerie GCF à Auxerre.
Le journal est vendu en kiosque au prix de 1,80 euro et est disponible aussi sur abonnement.
En octobre 2019, il a fait évoluer son identité visuelle avec une nouvelle Une et un nouveau logo, amorçant une évolution de sa maquette effective depuis le numéro du 2 septembre 2022, mais affichant toujours la continuité historique du titre.
Aujourd'hui comme hier, Le Semeur Hebdo se veut « un journal créateur de débat, initiateur de réflexion et miroir de la vie locale puydômoise », soit, plus que jamais, le journal « qui parle de vous ».